# Alfredo Rojas Acuña
Alfredo Alejandro Rojas Acuña (* Valparaíso, Chile, 19 de noviembre de 1987) es un futbolista chileno y actualmente esta sin club. Se inició en el equipo Colo-Colo de Curacaví y posteriormente se integró a las divisiones menores de Palestino.

## Clubes
| Club                      | País  | Año       |
| ------------------------- | ----- | --------- |
| Deportes Linares          | Chile | 2007      |
| Deportes Temuco           | Chile | 2008-2009 |
| Palestino                 | Chile | 2009-2010 |
| Iberia                    | Chile | 2010      |
| Palestino                 | Chile | 2011      |
| San Luis de Quillota      | Chile | 2012      |
| Universidad de Concepción | Chile | 2012      |
| Iberia                    | Chile | 2013      |
| San Luis de Quillota      | Chile | 2014      |
| Deportes Temuco           | Chile | 2014-2015 |
| Iberia                    | Chile | 2015-2016 |
| Santiago Morning          | Chile | 2016-2017 |
| San Marcos de Arica       | Chile | 2018      |
| Iberia                    | Chile | 2019      |

## Palmarés
| Título                       | Club   | País  | Año  |
| ---------------------------- | ------ | ----- | ---- |
| Segunda División Profesional | Iberia | Chile | 2012 |